# Boca Negra (Metro de Lima y Callao)
Boca Negra es el nombre asignado a la tercera futura estación de la Línea 4 del Metro de Lima en Perú. La estación será construida de manera subterránea en el distrito de Callao.
En marzo se 2024 de informó que las obras civiles en la estación Boca Negra tenían un avance del 4 %. Para mayo de 2024, se reportó que este avance había llegado al 18%. En noviembre de 2024 se informó que la estación alcanzó un progreso del 57% en las obras civiles 
En enero de 2025, se informó que tiene un avance de 63.14 %.
Se encuentra en la intersección de la avenida Faucett con la avenida Boca Negra.

## Descripción
Boca Negra forma parte del primer tramo de la línea 4 que servirá como alimentador de la línea 2. Para evitar retrasos como lo ocurrido en la construcción de la línea 2, que originalmente tenía que haber entrado en funcionamiento parte de su recorrido en el 2020 pero que por retrasos fue aplazado hasta el 2024, el gobierno peruano construirá Boca Negra así como el resto de la línea 3 y 4 como una obra pública e convenio con un gobierno extranjero.